# Chaenorhinum rubrifolium
Chaenorhinum rubrifolium är en grobladsväxtart. Chaenorhinum rubrifolium ingår i släktet småsporrar, och familjen grobladsväxter.

## Underarter
Arten delas in i följande underarter:
- C. r. formenterae
- C. r. gerense
- C. r. raveyi
- C. r. rubrifolium